# Dolichopus jaxarticus
Dolichopus jaxarticus är en tvåvingeart som beskrevs av Stackelberg 1927. Dolichopus jaxarticus ingår i släktet Dolichopus och familjen styltflugor. Inga underarter finns listade i Catalogue of Life.